# Hobicha
Le Hobicha est un volcan d'Éthiopie.